# نيكولاس نافارو
نيكولاس نافارو (بالإسبانية: Nicolás Navarro) (مواليد 25 مارس 1985) هو لاعب كرة قدم. يلعب مع منتخب الأرجنتين لكرة القدم. سبق له أن لعب في الألعاب الأولمبية الصيفية مع منتخب بلاده.

## روابط خارجية
- نيكولاس نافارو على موقع الاتحاد الدولي (مؤرشف)  (الإنجليزية)
- نيكولاس نافارو على موقع اتحاد تركيا (لاعب) (الإنجليزية)
- نيكولاس نافارو على موقع قاعدة بيانات كرة القدم.إي يو (الإنجليزية)
- نيكولاس نافارو على موقع Soccerway.com (الإنجليزية)
- نيكولاس نافارو على موقع عالم كرة القدم.نت (الإنجليزية)
- نيكولاس نافارو على موقع أوليمبيديا (الإنجليزية)